# La Filière
Pour plus de détails, voir Fiche technique et Distribution.
La Filière (Afyon - Oppio) est un poliziottesco franco-italien réalisé par Ferdinando Baldi et sorti en 1972.

## Synopsis
L'Italo-Américain Joseph Coppola veut lancer un trafic de drogue de la Turquie vers les Etats-Unis : il demande donc le soutien de la mafia sicilienne, qui le protège des Marseillais. Aux États-Unis, cependant, il oublie les accords et décide de faire cavalier seul, s'opposant à la pègre.

## Fiche technique
- Titre français : La Filière ou Action héroïne ou Sicilian Connection[1]
- Titre original : Afyon - Oppio[2]
- Réalisateur : Ferdinando Baldi
- Scénario : Ferdinando Baldi, Duilio Coletti
- Photographie : Aiace Parolin (it)
- Montage : Eugenio Alabiso
- Musique : Guido et Maurizio De Angelis
- Décors : Gastone Carsetti
- Sociétés de production : Produzioni Atlas Consorziate, Société Cinématographique Lyre
- Pays de production :  Italie,  France
- Langue de tournage : italien
- Format : couleur (Technicolor) - 2,35:1 - Son mono - 35 mm
- Durée : 100 minutes
- Genre : poliziottesco
- Dates de sortie :
  - Italie : 22 décembre 1972
  - France : 1er février 1978[1]

## Distribution
- Ben Gazzara : Joseph Coppola
- Silvia Monti : Claudia
- Fausto Tozzi : don Vincenzo Russo
- Steffen Zacharias : Sally
- Luciano Catenacci : Tony Nicolodi
- Mario Pilar : Ibrahim
- Jess Hahn : Sacha
- José Greci : Lucia
- Malisa Longo : Rosalia Calogero
- Teodoro Corrà : Ciro
- Luciano Rossi : Hans
- Bruno Corazzari : Larry
- Corrado Gaipa : Calogero
- Carlo Gaddi : Marsigliese
- Giuseppe Castellano : Mike

## Production
L'hôtel d'Istanbul où réside Joseph Coppola (Ben Gazzara) a été filmé à deux endroits différents. Pour les images extérieures, la terrasse donnant sur le Bosphore ainsi que la façade de l'hôtel sont celles du Hilton Istanbul Bosphorus à Şişli, Istanbul (Turquie), déjà vues dans Kriminal (1966) d'Umberto Lenzi. Pour les intérieurs, c'est la suite Pétrone de l'hôtel Hilton Rome Cavalieri, Via Alberto Cadlolo 101 à Rome (la même chambre a été utilisée pour certaines scènes du film Le Parfum du diable de Sergio Martino, sorti en 1975) ; dans le même hôtel ont été tournées les scènes du bar et de la piscine dans le parc. D'autres scènes ont été tournées à Vejano (province de Viterbe).